# Seulline
Seulline es una comuna nueva francesa situada en el departamento de Calvados, de la región de Normandía.

## Historia
Fue creada el 1 de enero de 2017, en aplicación de una resolución del prefecto de Calvados de 26 de septiembre de 2016 con la unión de la comuna de La Bigne, y las comunas delegadas de Coulvain y Saint-Georges-d'Aunay, de la comuna nueva de  Seulline, pasando a estar el ayuntamiento en la comuna delegada de Saint-Georges-d'Aunay.

## Demografía
| Gráfica de evolución demográfica de Seulline entre 1800 y 2013 |
|                                                                |

Los datos entre 1800 y 2013 son el resultado de sumar los parciales de las tres comunas que forman la comuna de Seulline, cuyos datos se han cogido de 1800 a 1999, para las comunas de Coulvain La Bigne y Saint-Georges-d'Aunay de la página francesa EHESS/Cassini. Los demás datos se han cogido de la página del INSEE.

## Composición
| Comuna delegada       | Código INSEE | Población (2013) | Superficie (km²) | Densidad (hab./km²) |
| --------------------- | ------------ | ---------------- | ---------------- | ------------------- |
| Coulvain              | 14188        | 380              | 4.31             | 88                  |
| La Bigne              | 14073        | 210              | 3.85             | 55                  |
| Saint-Georges-d'Aunay | 14579        | 717              | 23.51            | 30                  |